# Ian Falconer
Ian Falconer (* 25. August 1959 in Ridgefield, Connecticut; † 7. März 2023 in Norwalk, Connecticut) war ein US-amerikanischer Bilderbuchautor und -illustrator, Bühnenbildner und Designer.

## Leben
Ian Falconer studierte zunächst in New York, ehe er in Los Angeles sein Kunststudium beendete. Hier begann er als Designer für die Los Angeles Opera Kostüme und Bühnenbilder zu entwerfen. In Boston und New York fertigte er weitere Bühnenbilder und Kostüme für deren Ballett-Ensembles an. Für die Zeitschrift The New Yorker zeichnete er mehrere Titelbilder.
Ian Falconer wurde vor allem bekannt durch seine Bilderbücher über das Schwein Olivia. Zunächst war die Geschichte nur als kleines Geburtstagspräsent für seine Nichte gedacht. Doch dann folgte die Buchausgabe, die gleich den Bilderbuchpreis der American Library Association erhielt. Auch international wurde Olivia ein Erfolg. Falconer schrieb und illustrierte anschließend weitere Abenteuer. Mit dem höchst eigenwilligen und frechen kleinen Schwein schuf Falconer eine Identifikationsfigur für die kleinen Betrachter. Er erhielt zahlreiche Auszeichnungen für die Olivia-Bücher, die in mehr als 20 Sprachen erscheinen.
Falconer starb am 7. März 2023 im Alter von 63 Jahren nach kurzer Krankheit.

## Werke auf Deutsch (Auswahl)
Als Autor und Illustrator:
- Olivia. Deutsch von Monika Osberghaus. Oetinger, Hamburg 2001
- Manege frei für Olivia. Deutsch von Monika Osberghaus. Oetinger, Hamburg 2002
- Olivia und das verlorene Kuscheltier. Deutsch von Monika Osberghaus. Oetinger, Hamburg 2004
- Olivia haut auf die Pauke. Deutsch von Monika Osberghaus. Oetinger, Hamburg 2007
- Olivia feiert Weihnachten. Deutsch von Monika Osberghaus. Oetinger, Hamburg 2008
- Olivia in Venedig. Deutsch von Monika Osberghaus. Oetinger, Hamburg 2012
- Olivia ist doch keine Prinzessin! Deutsch von Monika Osberghaus. Oetinger, Hamburg 2013
- Olivia spioniert. Deutsch von Maya Geis. Oetinger, Hamburg 2018

Als Illustrator:
- David Sedaris: Das Leben ist kein Streichelzoo. Fiese Fabeln. Heyne, München 2012

## Sekundärliteratur (Auswahl)
- Fedor Bochow: Falconer, Ian. In: Allgemeines Künstlerlexikon, Band 36, München u. a.: Saur 2003, S. 356